# 介護福祉士
介護福祉士（かいごふくしし、英: Certified Care Worker）は、社会福祉士及び介護福祉士法を根拠とし、社会福祉業務（身体介護・生活援助など）に携わる人の国家資格である。
福祉系では、社会福祉士・精神保健福祉士と並ぶ、名称独占資格の国家資格である（名称に福祉士が入る三資格を、福祉系三大国家資格（通称：三福祉士）と呼ぶこともある）。和製英語で、ケアワーカー（CW）と呼称されている。資格登録者数は2020年現在で175万4486人。
職能団体として日本介護福祉士会が存在する。法律上強制入会制度にはなっておらず、入会は各介護福祉士の任意である。日本介護福祉士会は47都道府県すべてに支部を置く。組織率は約5%（会員数は4.4万人）。

## 業務
介護福祉士は、第四十二条第一項の登録を受け、介護福祉士の名称を用いて、専門的知識及び技術をもつて、身体上又は精神上の障害があることにより日常生活を営むのに支障がある者につき心身の状況に応じた介護（喀痰吸引その他のその者が日常生活を営むのに必要な行為であって、医師の指示の下に行われるもの〈厚生労働省令で定めるものに限る。以下「喀痰吸引等」という。〉を含む。）を行い、並びにその者及びその介護者に対して介護に関する指導を行うことを業とする（法第2条2項）。 
具体的に可能な医行為は以下がある（施行規則1条）。
1. 口腔内の喀痰吸引
2. 鼻腔内の喀痰吸引
3. 気管カニューレ[4]内部の喀痰吸引
4. 胃ろう又は腸ろうによる経管栄養
5. 経鼻経管栄養

口腔内又は鼻腔内のため、咽頭の手前までを限度とする。4の実施については、胃ろう・腸ろうの状態に問題がないことの確認を、5の実施の際には、栄養チューブが正確に胃の中に挿入されていることの確認を医師又は看護職員（保健師、助産師、看護師及び准看護師）が行うとされている。

## 現状と課題
介護福祉士は、病院・介護老人保健施設・特別養護老人ホーム・デイケアセンターや障害福祉サービス事業所等の社会福祉施設が活動場所となることが多い。本職種の専門性深化と共に、様々なコ・メディカル分野の専門職との連携などが望まれている。賃金が安く業務内容の苛酷さから離職率が高い。2007年度雇用統計では、介護職員及びホームヘルパーの離職率は21.6%で、全労働者離職率よりも5.4%多い。介護保険外サービスを展開する「ライフケアサポート」の代表・中村英樹は「国家資格でありながら、現場でのヒエラルキーは最底辺」と指摘している。
厚生労働省は、介護福祉士の養成校卒業生に対する、国家試験の受験を完全義務化する時期について、予定（2016年度）よりも6年先送りにし、2022年度から実施する方針を固めた。ただし、2017年度からは、事実上、国家試験の受験の義務化が始まり、2017年度から2021年度までは、国家試験に合格できなくても、5年間限定で暫定的に、介護福祉士の国家資格は授与されるが、その間に正式に国家試験に合格するか、もしくは現場で5年間勤務しないと、介護福祉士の国家資格は剥奪される。また、2015年3月5日、段階的に国家試験を義務化する法律案を、与党である自民党の介護に関するプロジェクトチームが大筋で了承、同年4月3日、社会福祉法等の一部を改正する法律案として閣議決定し、衆議院へ提出した

。この法案は、第189国会では衆議院を通過後、参議院で継続審議になり、第190国会で成立した。

## 取得方法

### 受験資格
介護福祉士となるためには、介護福祉士国家試験に合格する必要がある。従前は指定養成施設を修了するだけで資格があったが、これは廃止された。ただし経過措置がある。

## 国外からの介護福祉士受け入れ
日本政府はタイとの自由貿易協定（FTA）において、タイ国介護福祉士有資格者を受け入れるか否か継続協議するとしたが、2024年まで合意はされていない。

### 実施された規制緩和
- 日本政府はフィリピンとの経済連携協定（EPA）で、フィリピン共和国国家資格の介護福祉士が、日本の介護施設への受け入れの方向で合意され、厚生労働省は2年間で1000人（看護師400人、介護福祉士600人）[18]の上限を設け受け入れることとした。調印は2006年9月9日に行われるもフィリピン側の批准遅延により2009年度以降にずれ込む予定である。
- 日本とインドネシアとの経済連携協定が2007年8月20日に調印され、日本の国家資格の取得のための必要な知識及び技術の習得を目的とした介護士候補者の受け入れ、資格取得後の就労が可能となった。2008年4月17日の衆議院本会議で可決され、同年7月に看護師候補者200人、介護士候補者300人が入国しEPA活用による外国人労働力受け入れ初事例の予定である。人数枠は2008年度から2年間で合計1000人（看護師候補者400人、介護福祉士候補者600人）で、介護士候補者は日本の受入先介護施設で3年間の介護実務経験を経て日本の国家試験に合格すれば介護福祉士として日本で働き続けられるが働きながら在留の認められる短期間に受験するため合格率は低い。
- 2009年4月14日より韓国からインターン300人を受け入れることになっており、人材派遣側の釜山市は毎年300人以上を日本で就業させることを目標としている[19]。

## 介護の日
11月11日（「いい日、いい日」に掛けている）

## 認定介護福祉士との関連
類似した名称の資格に認定介護福祉士があるが、これは一般社団法人認定介護福祉士認証・認定機構が2015年12月から行っている民間資格であり、国家資格である介護福祉士とは決定的に異なるため注意が必要である。
ただし認定介護福祉士資格の受験には介護福祉士として5年以上の実務経験を要するため、認定介護福祉士は皆介護福祉士所持者となる。